# Pownal (Vermont)
Pownal es un pueblo ubicado en el condado de Bennington en el estado estadounidense de Vermont. En el año 2010 tenía una población de 3.527 habitantes y una densidad poblacional de 29,15 personas por km².

## Geografía
Pownal se encuentra ubicado en las coordenadas 42°47′40″N 73°13′24″O / 42.79444, -73.22333.

## Demografía
Según la Oficina del Censo en 2000 los ingresos medios por hogar en la localidad eran de $39,149 y los ingresos medios por familia eran $41,006. Los hombres tenían unos ingresos medios de $30,753 frente a los $24,212 para las mujeres. La renta per cápita para la localidad era de $17,669. Alrededor del 9.6% de la población estaba por debajo del umbral de pobreza.